# Chispin
Chispin (umgangssprachlich hebräisch חיספין), eigentlich Chaspin (hebräisch חַסְפִּין Chaspīn), ist ein Moschaw auf den von Israel besetzten und annektierten Golanhöhen. Völkerrechtlich gehört das Gebiet zu Syrien und ist Teil des Gouvernements al-Quneitra; aus israelischer Sicht gehört der Moschaw zum Regionalverband Golan im Nordbezirk Israels. 2018 hatte der Moschaw 2057 Einwohner.

## Geschichte

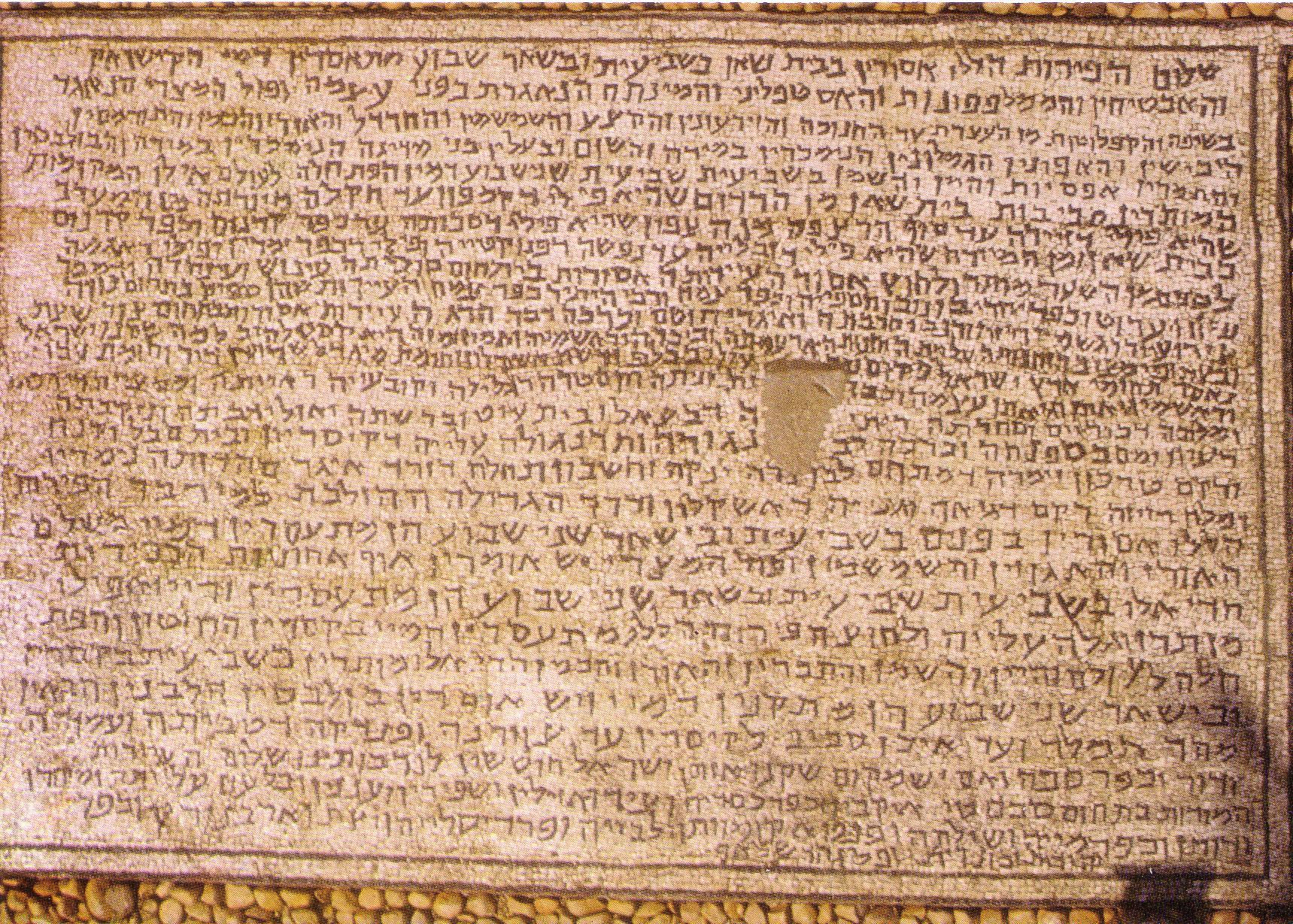
Inschriftentafel von Tel Rechow

Der Moschaw wurde 1978 gegründet. Benannt ist er nach der antiken Stadt Chaspia (חַסְפִּיָה, חַ'סְפִין, חספייה, חצפיא), die im 3. Jahrhundert n. Chr. existierte und in der Inschriftentafel von Tel Rechow (תל רחוב) beschrieben wird.
Im November 2020 haben Archäologen auf einem kleinen Hügel, der neu bebaut werden sollte, eine Befestigungsanlage ausgegraben. Sie wurde vor etwa 3000 Jahren erbaut und gehörte vermutlich zum Königreich von Geschur. Die freigelegten Befestigungsmauern sind 1,5 Meter und bestehen aus großen Basaltblöcken. Auf einer Basaltstele fanden sie eine Gravur von zwei Hornfiguren mit ausgebreiteten Armen. Eine Stele befindet sich neben dem Stadttor und stand damals auf einer erhöhten Plattform. Die Ausgrabungsleiter Barak Zin und Enno Bron vermuteten, dass die Gravur eine Darstellung des Mondgottes darstellt.